# Олексув
Олексув (пол. Oleksów) — село в Польщі, у гміні Ґневошув Козеницького повіту Мазовецького воєводства. Населення — 318 осіб (2011).
У 1975—1998 роках село належало до Радомського воєводства.

## Демографія
Демографічна структура станом на 31 березня 2011 року:
|          | Загалом | Допрацездатний вік | Працездатний вік | Постпрацездатний вік |
| -------- | ------- | ------------------ | ---------------- | -------------------- |
| Чоловіки | 155     | 37                 | 99               | 19                   |
| Жінки    | 163     | 37                 | 87               | 39                   |
| Разом    | 318     | 74                 | 186              | 58                   |